# قائمة ديربيات كرة القدم في قطاع غزة
تعرض القائمة ديربيات كرة القدم في قطاع غزة.

## ديربي رفح

### الفرق المتنافسة
- نادي خدمات رفح
- نادي شباب رفح

### عن الديربي
ديربي رفح هو ديربي يجمع بين شباب رفح و نادي خدمات رفح في قطاع غزة ويعتبر أقوى ديربي في قطاع غزة لأنه يجمع بين أكثر أندية تتويج بالبطولات في قطاع غزة ولهم الأرقام القياسية كخدمات رفح الأكثر تتويجاً ببطولة الدوري الفلسطيني الممتاز لقطاع غزة ب(6 مرات) و شباب رفح الأكثر تتويجاً ببطولة كأس فلسطين لأندية قطاع غزة ب(5 مرات) و كأس السوبر الفلسطيني لقطاع غزة ب(4 مرات).

## ديربي خان يونس

### الفرق المتنافسة

#### سابقاً
- نادي خدمات خان يونس
- نادي شباب خان يونس

#### حالياً
- نادي شباب خان يونس
- نادي اتحاد خان يونس

### عن الديربي
ديربي خان يونس يعتبر أقوى ديربي في قطاع غزة بعد ديربي رفح والذي يتنافس فيه نادي شباب خان يونس و اتحاد خان يونس.

## ديربي غزة

### الفرق المتنافسة
- أهلي غزة
- نادي غزة الرياضي

## ديربي مخيم الشاطئ

### الفرق المتنافسة
- نادي الصداقة
- نادي خدمات الشاطئ

## ديربي بيت حانون

### الفرق المتنافسة
- نادي اتحاد بيت حانون
- نادي شباب الأهلي بيت حانون

### عن الديربي
ديربي بيت حانون هو الديربي الذي كان يجمع بين نادي اتحاد بيت حانون و نادي شباب الأهلي بيت حانون في فترة وجود نادي شباب الأهلي بيت حانون في الدوري الفلسطيني الممتاز لقطاع غزة.

## ديربي الوسطى

### الفرق
- نادي خدمات المغازي
- نادي خدمات البريج

### عن الديربي
ديربي الوسطى هو الديربي الذي يجمع بين نادي خدمات المغازي و نادي خدمات البريج في دوري قطاع غزة الدرجة الأولى.